# Whakawhiti Saddle
Der Whakawhiti Saddle ist ein breiter, niedrig liegender und verschneiter Gebirgspass in der antarktischen Ross Dependency. In der Queen Elizabeth Range des Transantarktischen Gebirges liegt er unmittelbar östlich der Taylor Hills zwischen dem Oliver-Gletscher und dem unteren Abschnitt des Robb-Gletschers.
Teilnehmer einer von 1959 bis 1960 dauernden Kampagne im Rahmen der New Zealand Geological Survey Antarctic Expedition begingen ihn erstmals und nahmen die Benennung vor. Das maorische Whakawhiti bedeutet so viel wie Überquerung.